# محمود الباشا
محمود الباشا (عربی: محمد غسان الباشا؛ زادهٔ ۵ فوریهٔ ۱۹۸۸) بازیکن فوتبال اهل اردن است.
از باشگاه‌هایی که در آن بازی کرده‌است می‌توان به باشگاه فوتبال الجزیره (امان)، باشگاه ورزشی الوحدات، باشگاه ورزشی الرمثا، و باشگاه فوتبال التعاون عربستان سعودی اشاره کرد.
وی همچنین در تیم‌های تیم ملی فوتبال زیر ۲۰ سال اردن و اردن بازی کرده‌است.